# Teodora Lagerborg
Teodora Lagerborg, född 29 april 1914 i Helsingfors, död 1988 i Bryssel, var en finländsk premiärdansös.

## Biografi
Teodora Lagerborg var dotter till professor Rolf Lagerborg. Hon studerade först dans för Senta von Knorring i Helsingfors 1923–1924, sedan vid Finska operans balettskola 1924–1930 under George Gé och från 1930 under Valborg Franchi vid Kungliga Teaterns balettskola, där hon blev premiärelev 1931. Lagerborg var engagerad vid Kungliga Teatern 1932–1939 och åter från 1945. Däremellan gästspelade hon där flera gånger. Från 1947 var hon tjänstledig och bosatt i Bryssel. På ett stipendium studerade hon under tre månader vid Rigaoperans balett 1933 och blev 1935 premiärdansös vid Kungliga Teatern i Stockholm. Lagerborg studerade 1935–1937 i Paris för Ljubov Jegorova och Olga Preobrazjenskaja. Sitt genombrott i Stockholm fick hon 1934 som Venus i Harald Landers Gudinnornas strid. Bland hennes övriga roller märks främst Solange i Prima ballerina 1935, titelrollen i Eva 1935, solopartiet i Larghettot i Concerto 1940, Svandrottningen i Svansjön 1943 och tillsammans med Carl Gustaf Krause Det ljusa paret i Hollywood rhythms 1944.
Hon var 1939–1946 gift med vice häradshövding Johan Charles Emil af Frosterus och från 1947 till sin död med industrimannen Armand Adriaenssens.